# Gunno Palmquist
Gunno Palmquist, född i  Norra Hestra 1948, är en svensk kördirigent och professor. Han studerade vid dåvarande Musikhögskolan vid Göteborgs universitet mellan 1969 och 1973, där han senare började att undervisa.

## Nuvarande verksamhet
- Professor i kör och kördirigering vid Högskolan för scen och musik vid Göteborgs universitet sedan 1 mars 2007.
- Undervisar i körsång och ensembleledning vid Göteborgs universitet sedan 1975.
- Dirigent och konstnärlig ledare för  HSM:s kammarkör.
- Dirigent och konstnärlig ledare för Wermlandsensemblen fram till 2017.
- Samarbetar regelbundet med Ensemble Gageego!.
- Dirigent och konstnärlig ledare för Varbergs Kammarkör.

## Tidigare verksamhet
- Kormästare för Göteborgs Symfoniska Kör.
- Dirigent och konstnärlig ledare för Gösta Ohlins vokalensemble.